# Kostel svatého Šimona a Judy (Rožmitál na Šumavě)
Kostel svatého Šimona a Judy je farní kostel římskokatolické farnosti Rožmitál na Šumavě. Kostel je součást kulturní památky České republiky zvané  „Kostel Nanebevzetí Panny Marie se hřbitovem a boží muka: sv. Šimona a Judy“ v obci Rožmitál na Šumavě, okres Český Krumlov. Nepochybně došlo ke změně zasvěcení kostela z Nanebevzetí Panny Marie na sv. Šimona a Judy, ale nepodařilo se dohledat kdy.

## Historie
Plebánie v Rožmitálu existovala již ve 13. století. Od roku 1259 patřila vesnice do majetku vyšebrodských cisterciáků. Ti měli vůči plebánii patronátní právo a duchovní správu zde vykonávali buď duchovní, prezentovaní klášterem, či vyšebrodští mniši sami. V roce 1422 městečko Rožmitál vyplenili husité, v důsledku čehož místní plebánie málem zanikla. Až od roku 1630 jsou vedeny farní matriky a o osm let později byla obnovena místní duchovní správa. V Rožmitále byla ustavena samostatná farnost. V roce 1909 byl kostel, včetně chrámové lodě, novogoticky upraven, a to podle návrhu Franze Schiefthalera z Lince. Ve 20. století přestal být do farnosti ustanovován sídelní duchovní správce.

## Popis kostela
Klenuté kněžiště pochází ze 13. století; ve svorníku klenby je znak pětilisté růže. Ke kněžišti jsou přistaveny opěráky. Z 13. století pochází též zdivo hranolové věže, která má na západním průčelí boční schodištní přístavky, Vnitřní zařízení většinou pochází z doby novostavby kostela (1909). Hlavní oltář je rokokový (z doby kolem roku 1770), portálový, se sochami svatého Šimona a Judy Tadeáše.

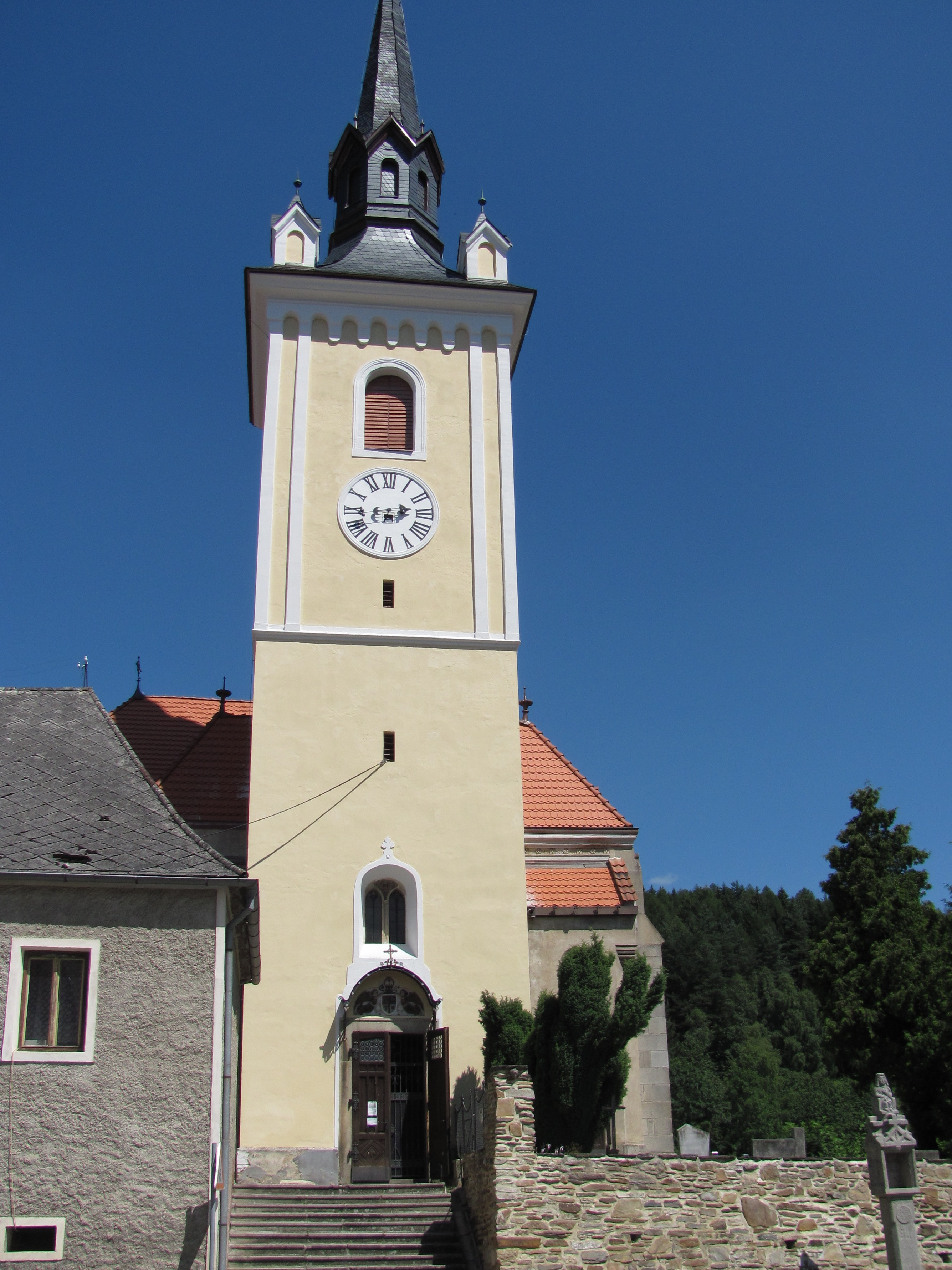
Vchod do kostela
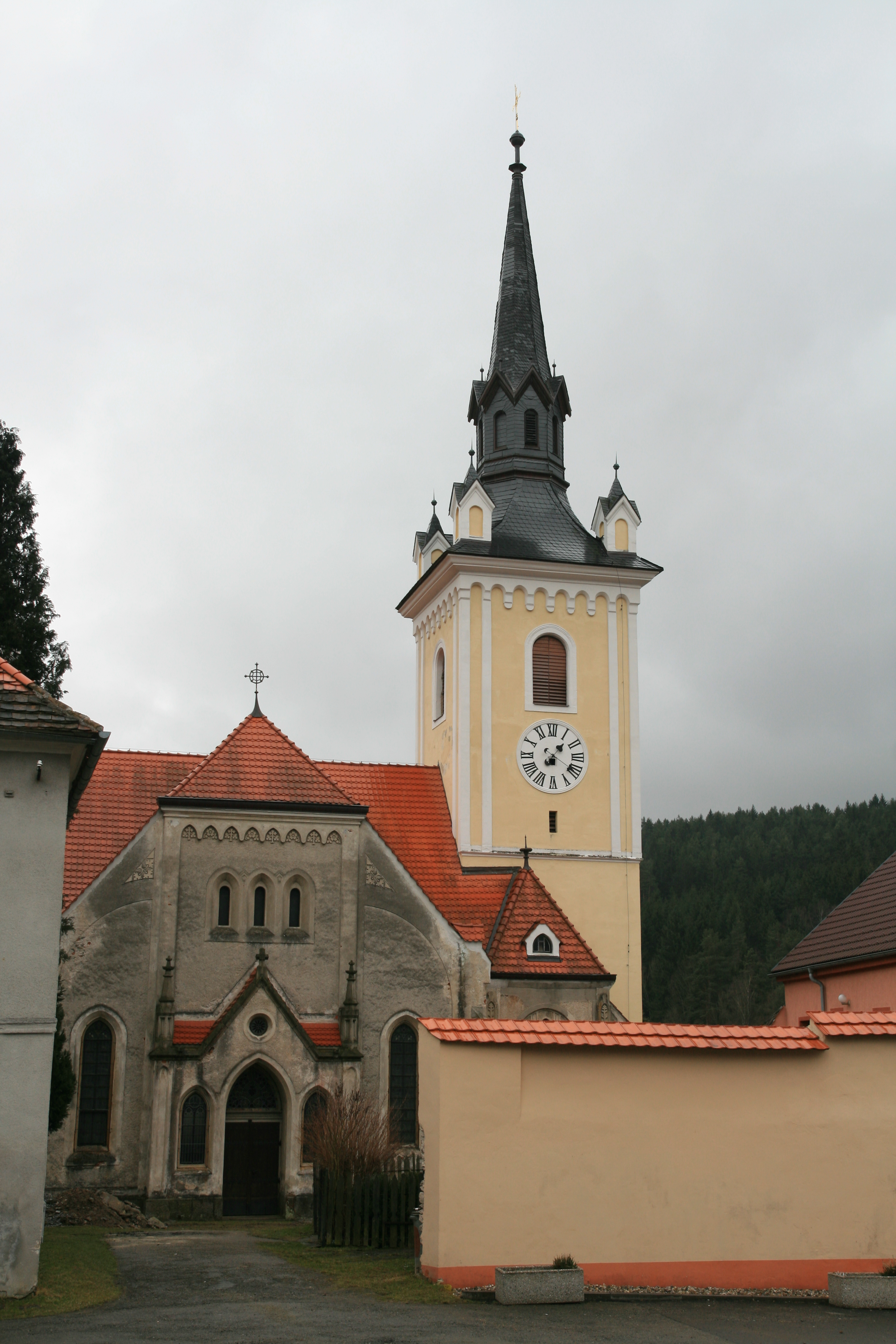
Boční vchod do kostela
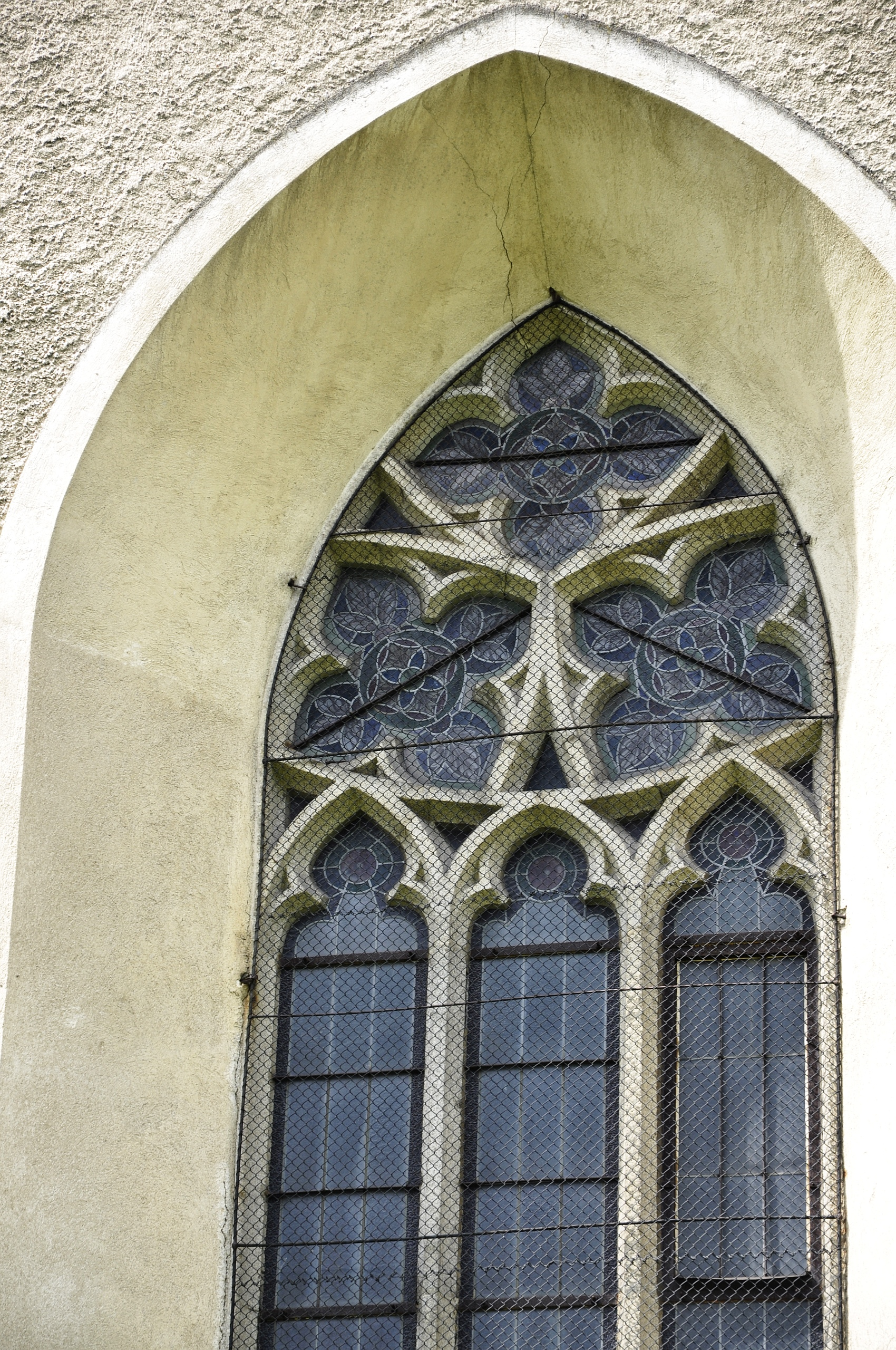
Východní okno kněžiště